# Szikrakisülés
Az elektromos kisülés olyan folyamat, melyben hirtelen elektromos energia szabadul fel. Például villámcsapáskor következik be, de ezen az elven működik a villamos ívhegesztés is.

## A folyamat elmélete
Ha a negatív és pozitív elektromos töltések elég közel kerülnek egymáshoz, a két töltés között vonzás alakul ki. Ilyenkor hirtelen egy (vagy több) elektromos ív jelenik meg. A szikrakisülés kialakulását azzal magyarázhatjuk, hogy az elektromos mező nagy térerősségének hatására néhány semleges gázrészecskéből egy-egy ionpár képződik, azaz a gáz ionizálódik. A keletkezett pozitív ionok a gázban a katód felé, a negatív ionok az anód felé gyorsulnak. Mozgásuk közben semleges részecskékkel ütközve további ionok keletkezését váltják ki. Az így kialakuló láncreakcióban a töltéshordozók száma rohamosan növekszik, és rövid idő alatt jelentős mennyiségű töltés halad át a gázon.
A kisülés következtében a felhalmozott töltések mennyisége, és az általuk létrehozott térerősség csökken. Ennek következtében az ionok kevésbé gyorsulnak, így nem jön létre további ionizáció. Ezzel párhuzamosan egyre több pozitív és negatív ion semlegesíti egymást. Ezt az ionizációval ellentétes folyamatot rekombinációnak nevezzük. A térerősség csökkenése és a rekombináció végül a szikrakisülés megszűnéséhez vezet.
A szikrakisülésben a nagy sebességű részecskék miatt a gáz belső energiája megnő, a gáz felmelegszik. A hőmérséklet hirtelen emelkedése a gáz gyors tágulásával jár együtt. Ez okozza a szikrázáskor hallható sercegő hangot, de így jön létre a villámlást kísérő mennydörgés is. A nagy energiájú részecskék széles frekvenciasávban elektromágneses hullámokat bocsátanak ki (köztük látható és UV fényt is).

### Képekben
1. Kiindulási helyzet

Áramütés veszélyére figyelmeztető jelzés

2. A pólusok közel vannak egymáshoz
3. Az ív áthúz

## Szerepe az elektronikában
Az integrált áramkörök (IC-k) igen érzékenyek az elektrosztatikus kisülésre (angolul: Electrostatic Discharge=ESD). A hirtelen fellépő nagy áramerősség ugyanis vezetékeket, eszközöket tehet tönkre (szemléletesen „kiégetheti” azokat). Pusztán egy emberi kéz közelsége (még a tok érintése sem szükséges hozzá) képes létrehozni a kisülést, ugyanis az emberi test könnyen képes több kV-ra feltöltődni. A meghibásodás veszélye különösen jelentős a MOS alapú technológiával készült áramkörök esetén, ugyanis az ezzel a technológiával készített tranzisztorok vezérlő elektródáján (gate) könnyen gyülemlenek fel töltések, melyek gyors távozása a tranzisztor csatornájába tönkreteheti a gate és a csatorna között lévő oxidot. Az oxid szerkezetében történő kis változás is (pl. ionizáció) a tranzisztor működésképtelenségét eredményezheti.
Az integrált áramkörök ki- és bemenetei védődiódákkal vannak ellátva. Ha az egyik láb mentén a töltésfelhalmozódás a lábon mérhető feszültség túlzottan megnövekedne (tápfeszültség + a dióda nyitófeszültsége), vagy túlzottan lecsökkenne (földpotenciál + dióda nyitófeszültsége), akkor a felesleges töltések a diódákon keresztül elvezetődnek.
Elektronikus készülék gyártása során különös figyelmet szentelnek ennek a jelenségnek, ami az egyik leggyakoribb meghibásodási ok volt. A szabályok be nem tartása miatt még a napjainkban is komoly gondot jelent a jelenség. A gyárakban a munkások, a munkaasztalok, munkaterek és eszközök, mind azonos potenciálra vannak kényszerítve, hogy elkerüljék az elektromos kisülés okát, a potenciálkülönbséget. A munkások földelése a padlón keresztül valósul meg. Egy elektromosan jól vezető padló valamint vezető cipő, esetleg pánt segítségével a munkások bőrét a földelt padlóval elektromosan összekötik, így a testen vagy a bőrön felhalmozott töltések a föld felé távozhatnak.

## Külső hivatkozások
- ESD.lap.hu – Linkgyűjtemény